# Cryptops niuensis
Cryptops niuensis är en mångfotingart som beskrevs av Chamberlin 1920. Cryptops niuensis ingår i släktet Cryptops och familjen Cryptopidae.
Artens utbredningsområde är Fiji. Inga underarter finns listade i Catalogue of Life.